# Carlo Bergamini (artista)
Carlo Giuseppe Bergamini fue un escultor y cantero monumental, nacido el año 1870 en Carrara, Italia , que posteriormente emigró a Nueva Zelanda. Es conocido en el país austral por ser el diseñador de un buen número de apreciados memoriales de guerra de Nueva Zelanda, dedicados a la Guerra Bóer.

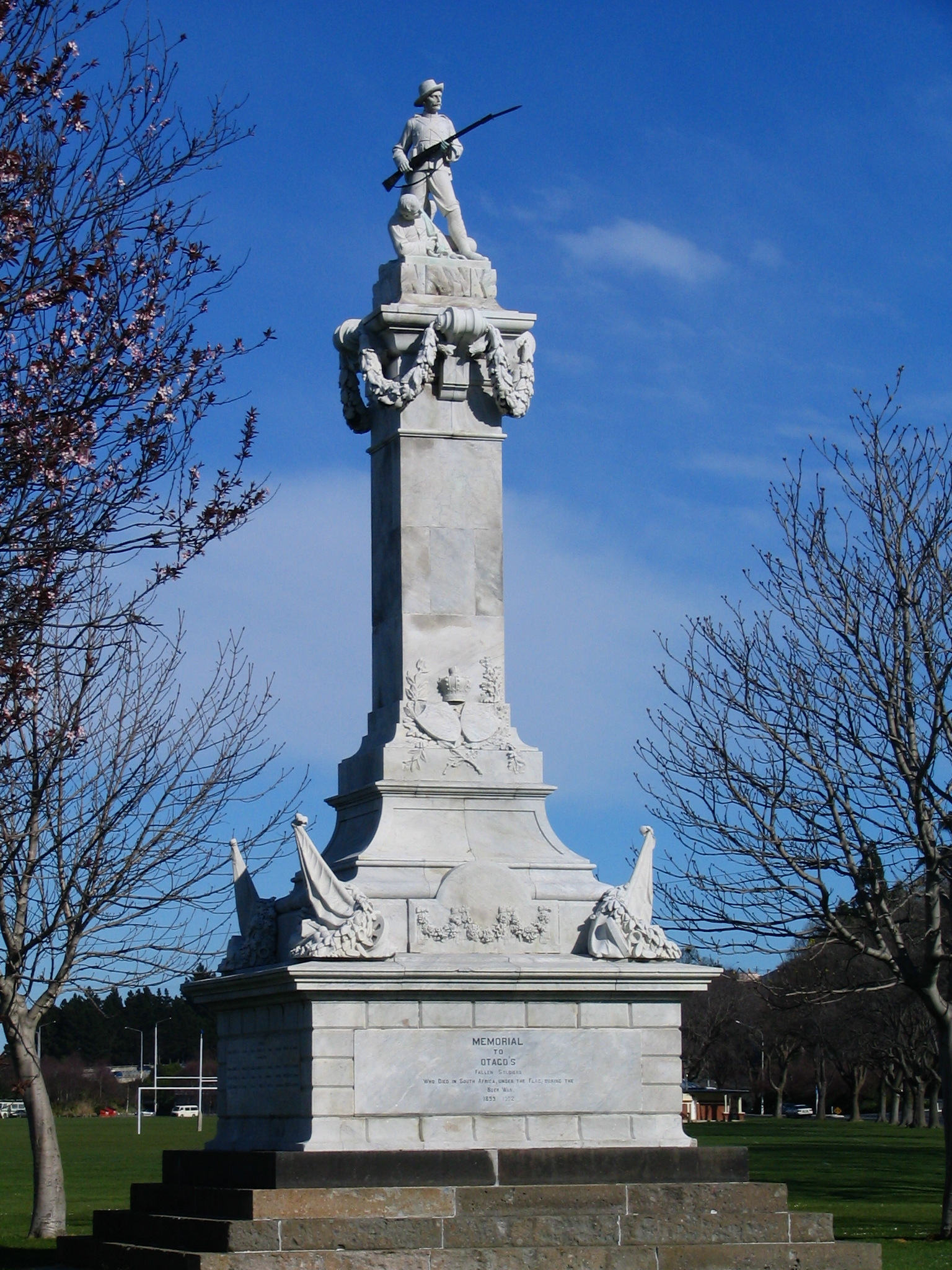
Memorial de la Guerra Bóer en Dunedin

## Obras
Entre las más conocidas obras de Carlo Bergamini se incluyen las siguientes:
- Monumento a los fallecidos neozelandeses en la Guerra de Sudáfrica (guerra bóer), instalado en la población de Riverton, puerto y astillero al sur de Nueva Zelanda .

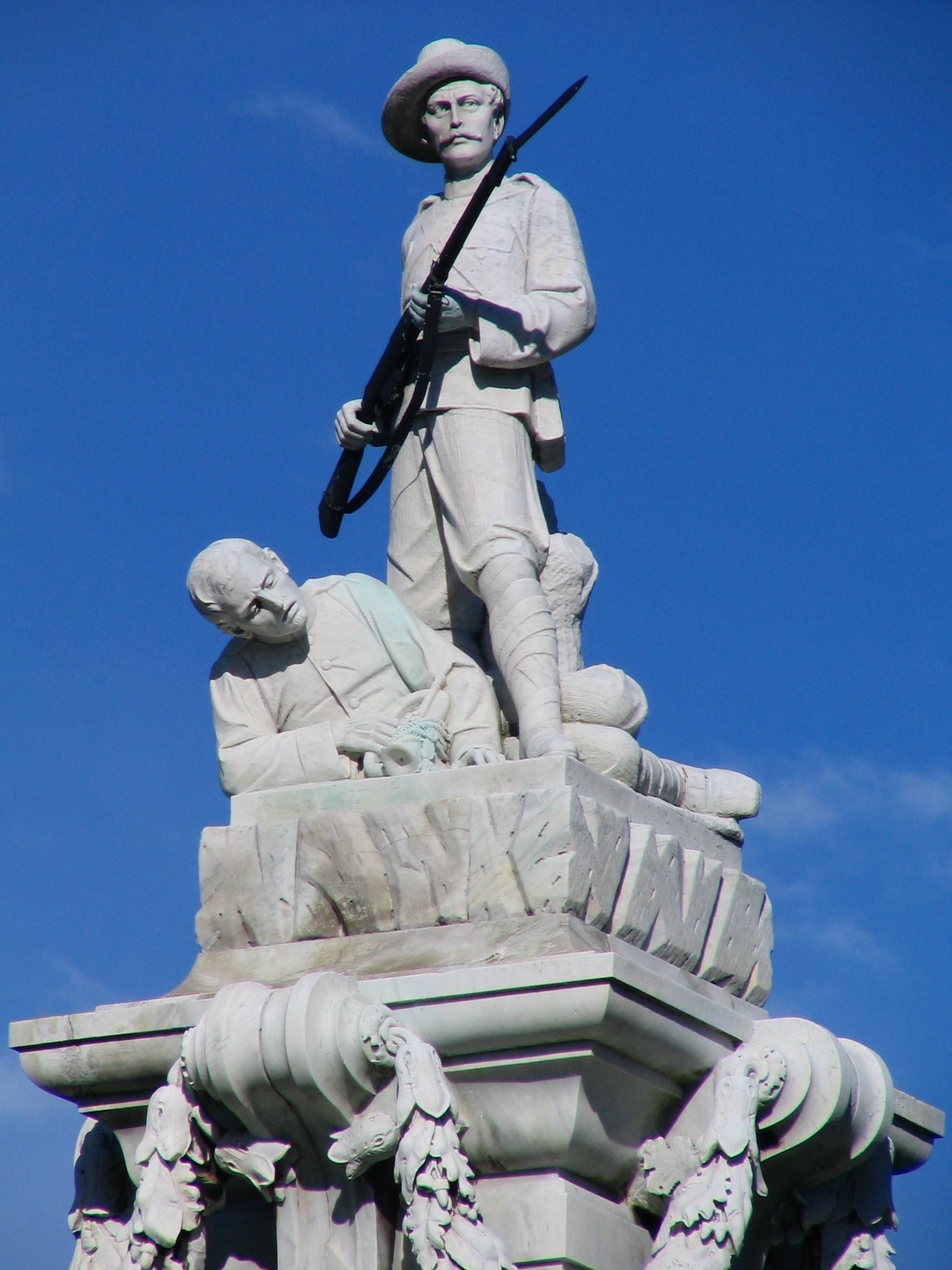
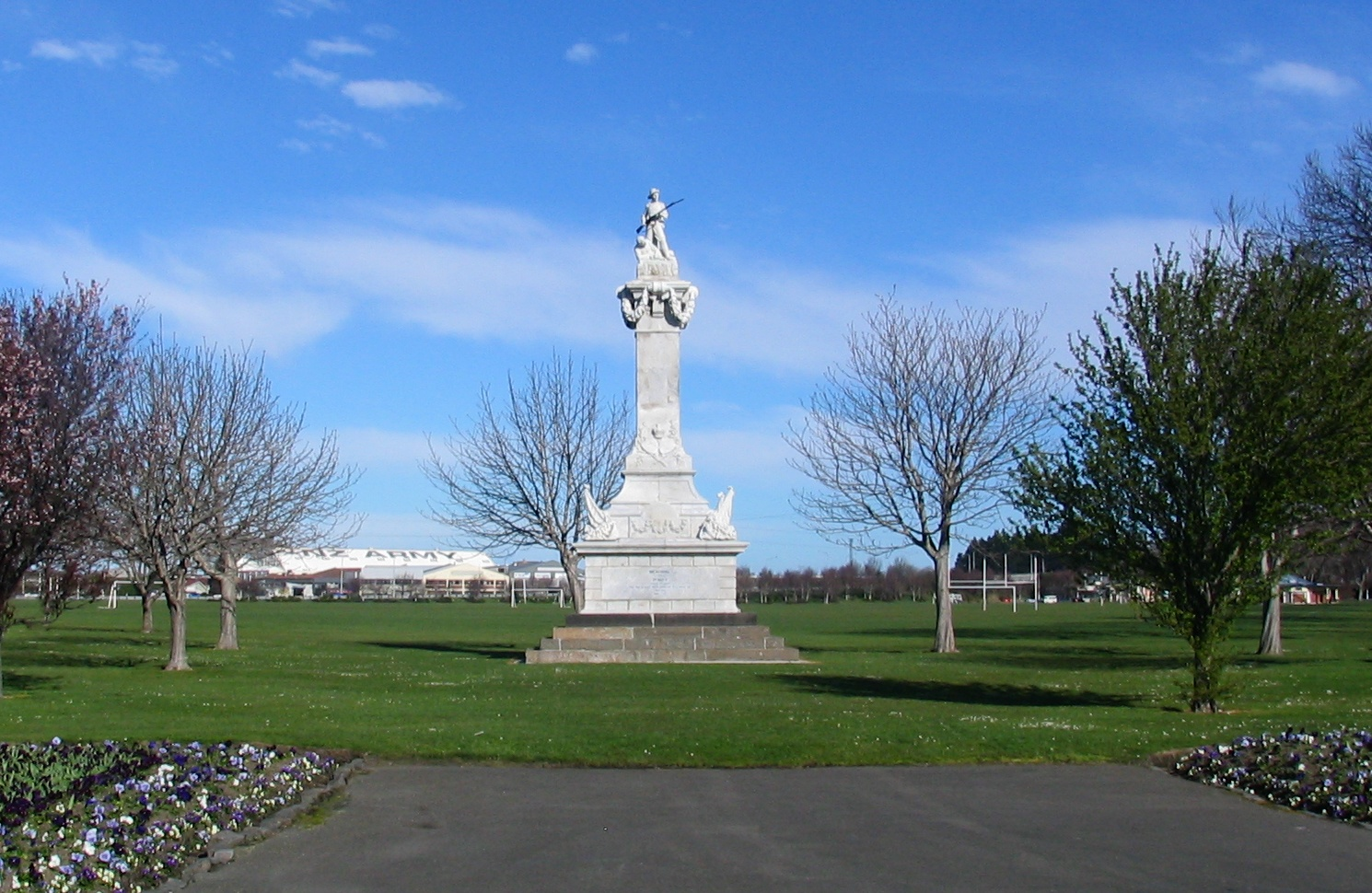
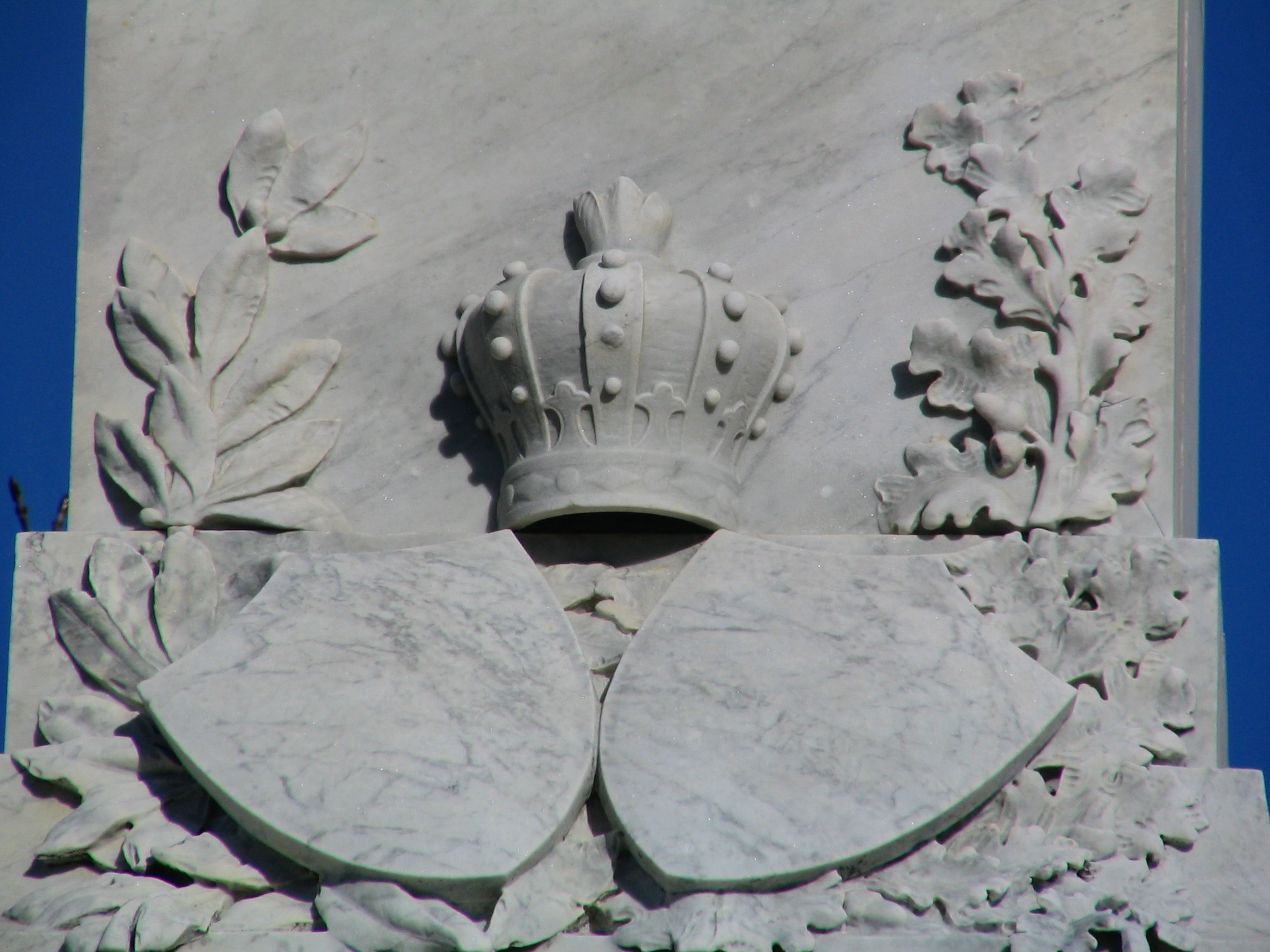
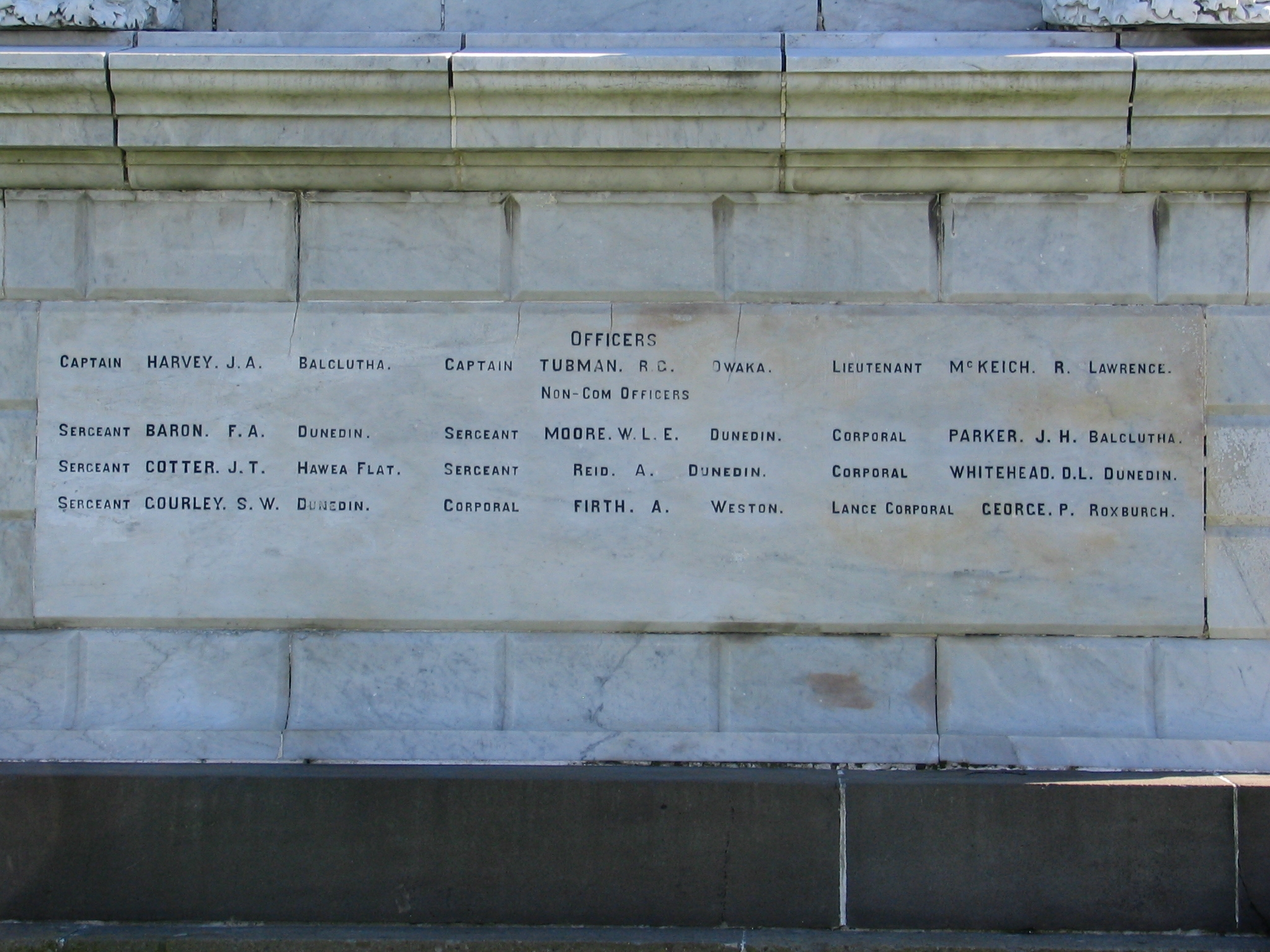
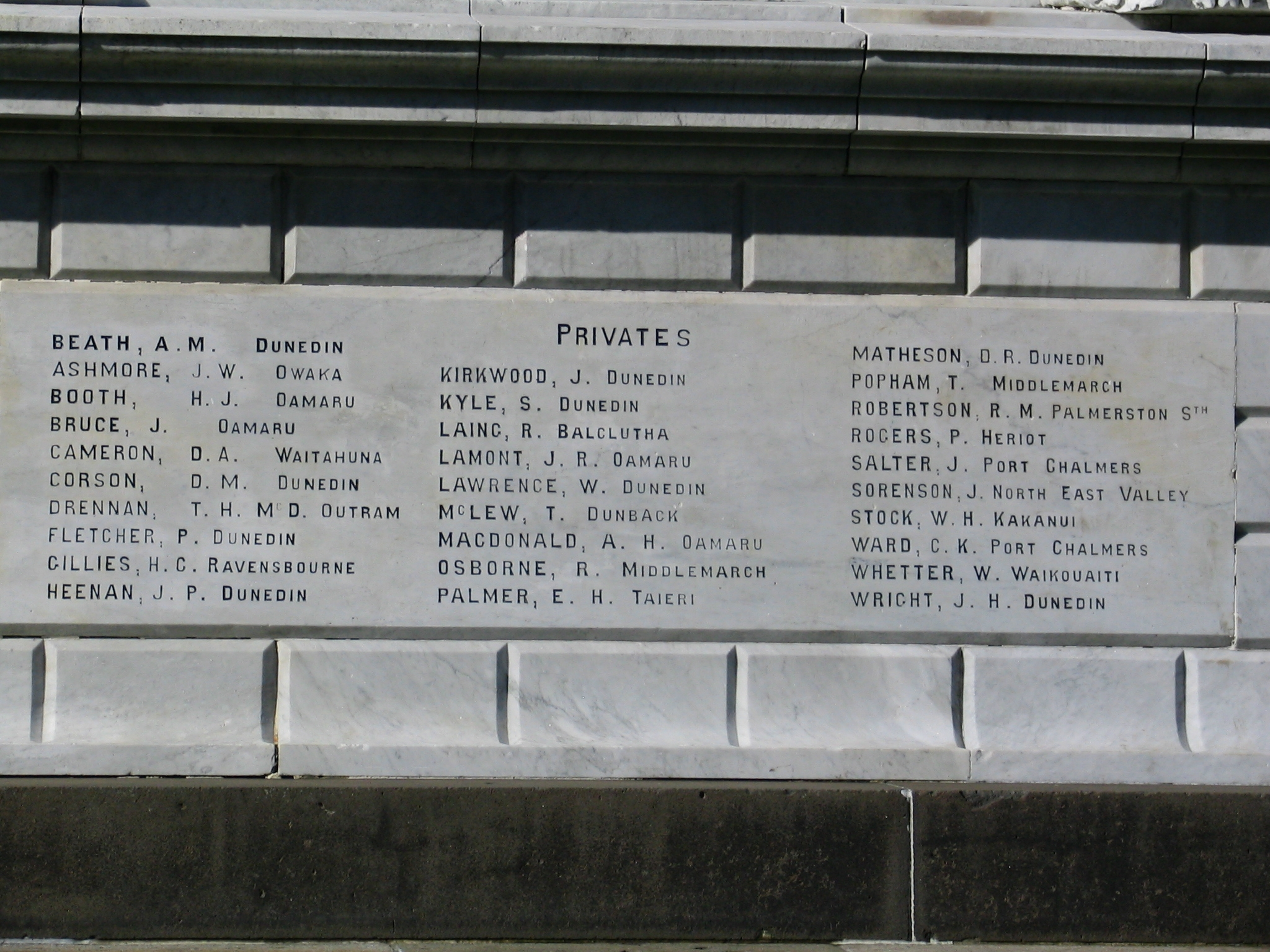
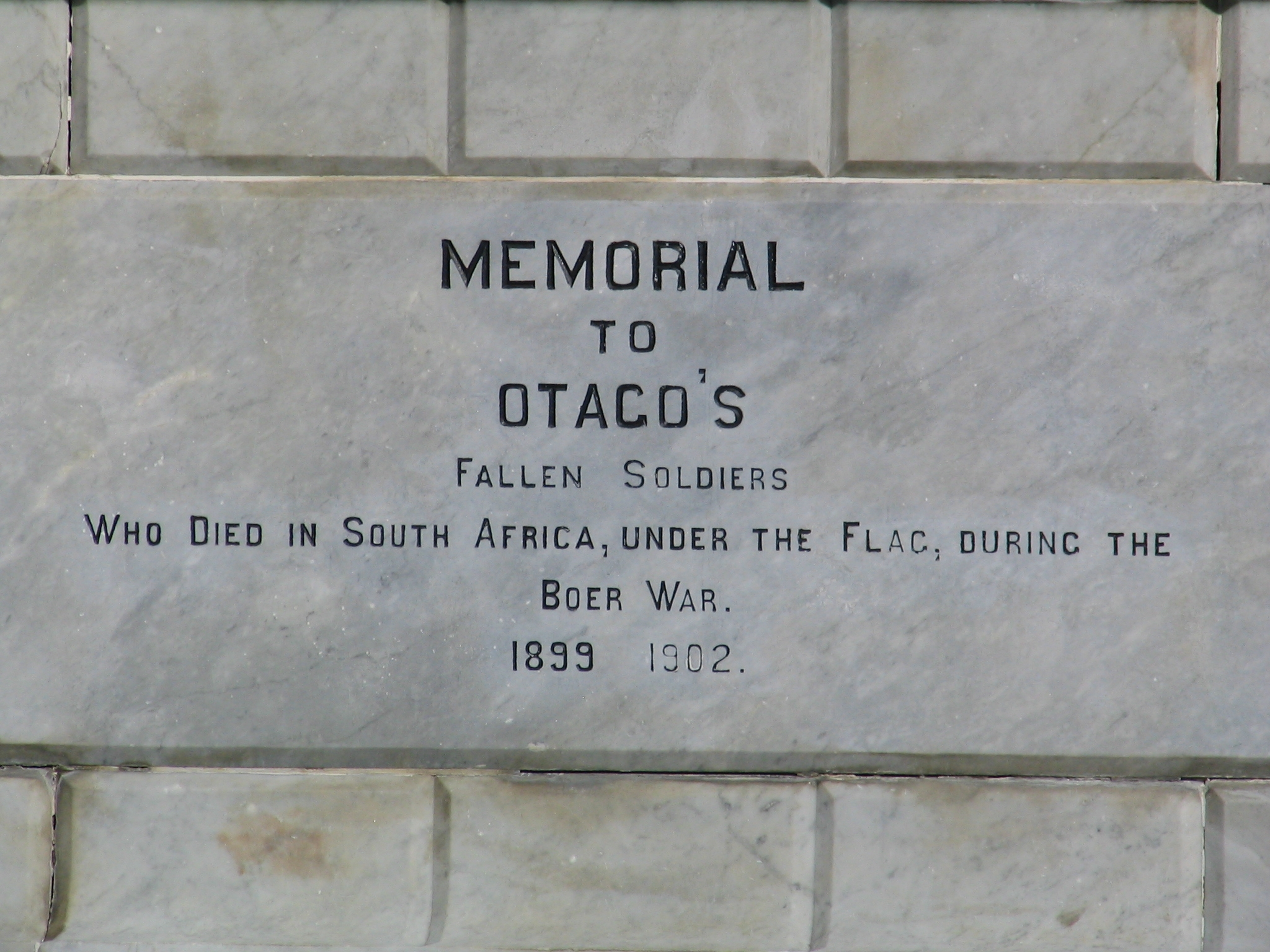

- Boer War Memorial, en Dunedin